# Lettere a Emmanuelle
Lettere a Emmanuelle (Néa) è un film del 1976 diretto da Nelly Kaplan.
Il soggetto è tratto dal romanzo Néa   di Emmanuelle Arsan (pseudonimo dietro al quale si nascondeva in realtà il marito della Arsan, Louis-Jacques Rollet-Andriane) e girato a Ginevra (Svizzera).

## Trama
Sibylle Ashby è una sedicenne liceale ginevrina. Accanita lettrice di libri erotici e osservatrice attenta degli amplessi altrui, dedita al piacere solitario, s'accorda con il fascinoso editore quarantenne Axel Thorpe impegnandosi a scrivere per lui, con lo pseudonimo di "Néa", un romanzo erotico. A un certo punto, però, si rende conto che la fantasia pura non basta a mantenere viva l'ispirazione. Bisognosa d'esperienza, Sibylle seduce l'editore, ma inaspettatamente s'innamora anche lei. Quando scopre Axel tra le braccia di Florence, si vendica accusandolo d'averla violentata. L'uomo per un po' si nasconde, ma poi, sbollita la rabbia per l'ingiusta accusa, sceglie di fuggire con Sibylle.

## Produzione
Il ruolo di Sibylle è interpretato dall'attrice d'origine svedese Ann Zacharias (alias Anne Zezette Zacharias, nata a Stoccolma il 19 settembre 1956) figlia del regista Arne Ragneborn e madre dell'attrice Sascha Zacharias. Nello stesso periodo, Ann recitò anche nel film L'ala o la coscia? (1976), accanto a Louis de Funès.

## Distribuzione

### Edizione italiana
Il film viene distribuito in Italia dalla Medusa a fine gennaio 1977. Il titolo italiano cerca di sfruttare il successo delle pellicole della serie "Emmanuelle", creando purtroppo una notevole confusione, dato che nulla ha a che fare con l'eroina resa famosa nel cinema da Sylvia Kristel.

## Accoglienza

### Critica
Il recensore del C.C.C. scrisse che il film aveva «una certa dignità figurativa». Il quotidiano La Stampa definì il film «erotico, ma non pornografico, e trattato dal punto di vista figurativo con mano esperta (il raffinato operatore è Andréas Winding), il film riscatta con la sua elegante stesura le pecche d'un soggetto da fumetto di lusso, ed è tipicamente francese nel taglio e nell'esatta recitazione.»